# Aeroport de Gisenyi
L'Aeroport de Gisenyi (codi IATA: GYI, codi OACI: HRYG) és l'aeroport que serveix Gisenyi, ciutat situada al districte de Rubavu, a la província de l'Oest, Ruanda, a la frontera internacional amb la República Democràtica del Congo. Aquesta localització es troba aproximadament a 94 km, per via aèria, al nord-oest de l'Aeroport Internacional de Kigali, actualment l'aeroport civil més gran del país.

## Informació general
L'aeroport de Gisenyi és un aeroport de mida mitjana que dona servei a la ciutat de Gisenyi i a la ciutat veïna de Goma, a través de la frontera de la República Democràtica del Congo. Les dues ciutats veïnes també són ateses per l'aeroport de Goma, que es troba molt a prop de la frontera amb Ruanda, similar a l'Aeroport Internacional de Tijuana i l'aeroport municipal de Brown Field que estan separats per la Frontera EUA-Mèxic. L'aeroport de Gisenyi és un dels vuit (8) aeroports civils públics sota l'administració de l'ORAC. L'aeroport de Gisenyi està situat a una altitud de 1.549 metres sobre el nivell del mar. L'aeroport té una única pista d'asfalt que fa 1.010 metres de llarg i 23 metres d'ample.

## Aerolínies i destinacions
RwandAir, l'aerolínia nacional, va operar un servei setmanal entre l'aeroport de Gisenyi i l'Aeroport Internacional de Kigali. No obstant això, a partir de juny de 2013 ja no ho fa.